# John Elliott (zapaśnik)
Richard John Elliott (ur. 4 listopada 1934, zm. 16 kwietnia 1997) – australijski zapaśnik walczący w stylu wolnym. Dwukrotny olimpijczyk. Zajął szesnaste miejsce w Helsinkach 1952 i jedenaste w Melbourne 1956. Walczył w kategorii do 62 kg.

## Letnie Igrzyska Olimpijskie 1952
| Konkurencja      | Rundy eliminacyjne       | Rundy eliminacyjne    | Klas. końcowa |
| Konkurencja      | Przeciwnik I             | Przeciwnik II         | Miejsce       |
| ---------------- | ------------------------ | --------------------- | ------------- |
| 62 kg styl wolny | Próspero Mammana (ARG) P | Josiah Henson (USA) P | 16.           |

## Letnie Igrzyska Olimpijskie 1956
| Konkurencja      | Rundy eliminacyjne | Rundy eliminacyjne     | Klas. końcowa |
| Konkurencja      | Przeciwnik I       | Przeciwnik II          | Miejsce       |
| ---------------- | ------------------ | ---------------------- | ------------- |
| 62 kg styl wolny | Bayram Şit (TUR) P | Myron Roderick (USA) P | 11.           |